# The Wonderful Live
The Wonderful Live è il secondo album del gruppo Giuliano Palma & the Bluebeaters.

## Tracce
1. Skaravan – 6:05
2. Tell Me Now – 5:04
3. Somebody Has Stolen My Girl – 2:45
4. Artibella – 3:06
5. Out of Time – 5:55
6. Gimme a Little Sign – 4:59
7. Wonderful Life – 5:15
8. Coming In from the Cold – 4:37
9. Here I Come – 4:50
10. Party Time – 4:49
11. From Russia With Love – 4:27
12. Believe – 4:19
13. How Many Times – 2:42
14. Nimrod – 5:21
15. I Don't Know Why I Love You (But I Do) – 4:11

## Classifiche
| Classifica | Posizione |
| ---------- | --------- |
| Italia     | 40        |